# Gjellerup
 Denne artikel handler om Gjellerup, en forstad til Herning; ikke at forveksle med Gjellerups Forlag eller med Gellerup, en forstad til Aarhus.
 For alternative betydninger, se Karl Gjellerup. (Se også artikler, som begynder med Karl Gjellerup)
Gjellerup er Hernings nordøstlige bydel med 3.784 indbyggere (2012). Den har et lille industrikvarter, hvor blandt andet Jelly Belly holder til. Derudover har byen en kirke fra 1140. Der findes desuden dagligvareforretningen Rema1000, et pizzeria, et autoværksted Gjellerup Auto og en benzinstation i forstaden.